# Aloe boylei
Aloe boylei é uma espécie de liliopsida do gênero Aloe, pertencente à família Asphodelaceae.